# Gåsö, Lysekils kommun
För andra betydelser, se Gåsö.

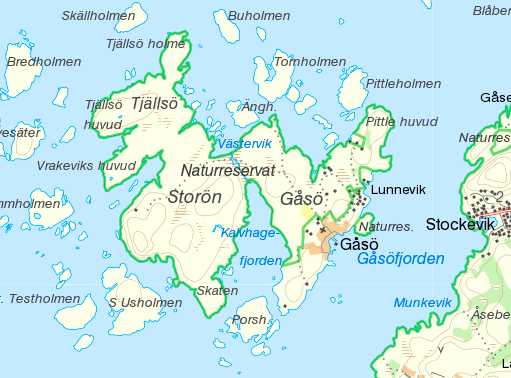
Topografisk karta över Gåsö.

Gåsö, ö omkring en halvmil sydväst om Lysekil och cirka sju hundra meter väster om Skaftö i Lysekils kommun och i Skaftö socken. Ligger vid Gullmarn och är del av den tröskel som avgränsar djupet vid fjordens mynning och ingår i Gullmarns naturvårdsområde. Gåsöskärgården består dels av två större öar, Gåsö och Storön, dels av ett stort antal holmar och skär. Huvudöarna är skilda från varandra genom ett smalt sund över vilket det går en enkel bro.

## Geografi
Gåsöskärgården består dels av tre större öar, Gåsö, Storön och Tjellsö, dels av ett stort antal holmar och skär. Huvudöarna är skilda från varandra genom ett smalt sund över vilket det går en enkel bro. Öar, holmar och skär ingår i Gåsöskärgårdens naturvårdsområde.

## Historia

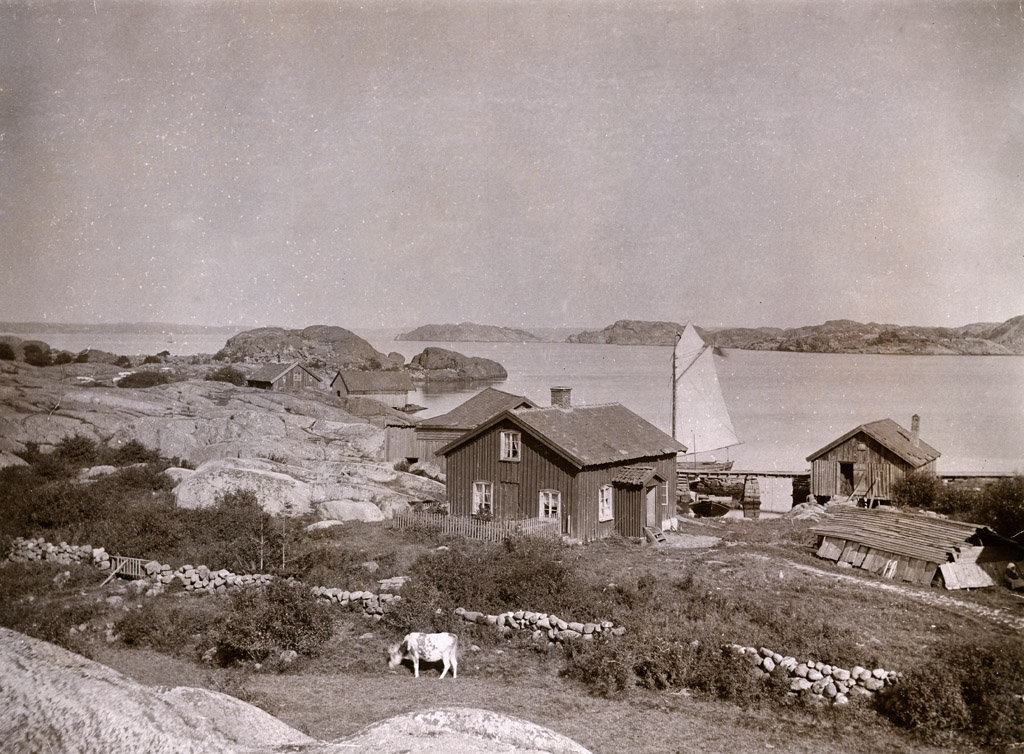
Liten kustgård med stengärdsgård och betande ko. Gården ligger vid Lunnevik på Gåsö. Ön till vänster vid horisonten är Blåbergsholmen.

Enstaka tillfälliga hushåll har funnits på Gåsö från 1500-talet. Första permanenta åretruntboendet kom i slutet av 1600-talet och 1741 skatteköptes Gåsö med kringliggande arkipelag från Kronan av två fiskarbönder för 50 riksdaler. Efter den stora sillperioden under andra hälften av 1700-talet, omvandlades Gåsö till ett skutskepparsamhälle. Från 1830 uppmuntrades bondeseglationen och några år senare fanns 17 fartyg, hemmahörande på Gåsö. 1860 hade ett 20-tal större segelfartyg (slupar, galeaser, briggar och skonare) Gåsö som hemmahamn. Gåsöborna var dessutom partägare i ett flertal andra segelfartyg. Men sedan minskade antalet fartyg och efter sekelskiftet fanns endast några få segelfartyg. I slutet av 1800-talet fanns omkring 150 innevånare och öns skola hade som mest ett 20-tal elever. I början av 1860-talet anlades en bit från bebyggelsen en kyrkogård som 1919 kompletterades med ytterligare en kyrkogård. Den äldre av dessa med sina runt 70 gravar är, med undantag av två gravstenar, en ren släktkyrkogård.

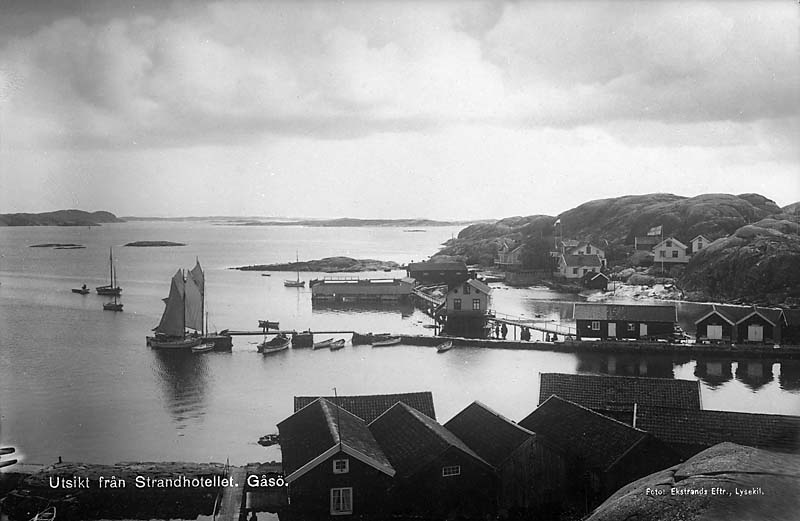
Utsikt från Strandhotellet på Gåsö, 1930-talet.

Med ångbåtarnas introduktion förlorade skepparverksamheten med segelfartyg sin betydelse och gåsöborna slog snabbt om till badgästverksamhet. Kring sekelskiftet 1900 öppnade ett societetshus med varm- och kallbadhus, några år senare ett pensionat och 1912 tillkom det stora strandhotellet.
Under 1900-talet minskade dock den bofasta befolkningen stadigt. Det småskaliga jordbruket lades ned på 1940-talet och pensionatet stängde. Strandhotellet tio år senare och öns lilla mataffär på 1960-talet. Skolan stängde på grund av för få barn och byggdes om till kapell, som invigdes av biskop Gierz 1955.

## Bebyggelse
Gåsös bebyggelse utgörs av drygt 70 bostadshus samt ett flertal uthus och sjöbodar. Den är med några få undantag koncentrerad till öns östra del, väl skyddad mot sydvästliga stormar. Sommartid befolkas Gåsö av cirka 250 personer, många ättlingar till de skutskepparfamiljer, som ursprungligen befolkade ön samt av badgäster sedan många generationer.[källa behövs] Antalet åretruntboende är sedan 2017 två personer.

## Kommunikationer
Tidigare fanns båtförbindelse med Göteborg och Lysekil, ibland även med Oslo, då ångaren mellan Göteborg och Oslo passerade i farleden. Åretruntförbindelse med Lysekil och Grundsund upphörde under 1970-talet. Under sommaren fanns förr båttrafik i olika regi men den har nu upphört.

## Kända personer som tillbringat somrarna på Gåsö
- Industrimagnaten Sigfrid Edström
- Historikern Carl Grimberg
- Politikern Birgitta Hambraeus
- Radiolegenden Sven Jerring (som sände flera program från Gåsö)
- Boxaren Ingemar Johansson
- Sångaren Gunnar Wiklund

## Föreningsliv
Följande föreningar finns på ön: 
- Gåsö Samfällighetsförening
- Gåsö Naturvårdsförening
- Gåsö Tennis och Segelklubb
- Gåsö Jakt- och Viltvårdsförening

## Galleri

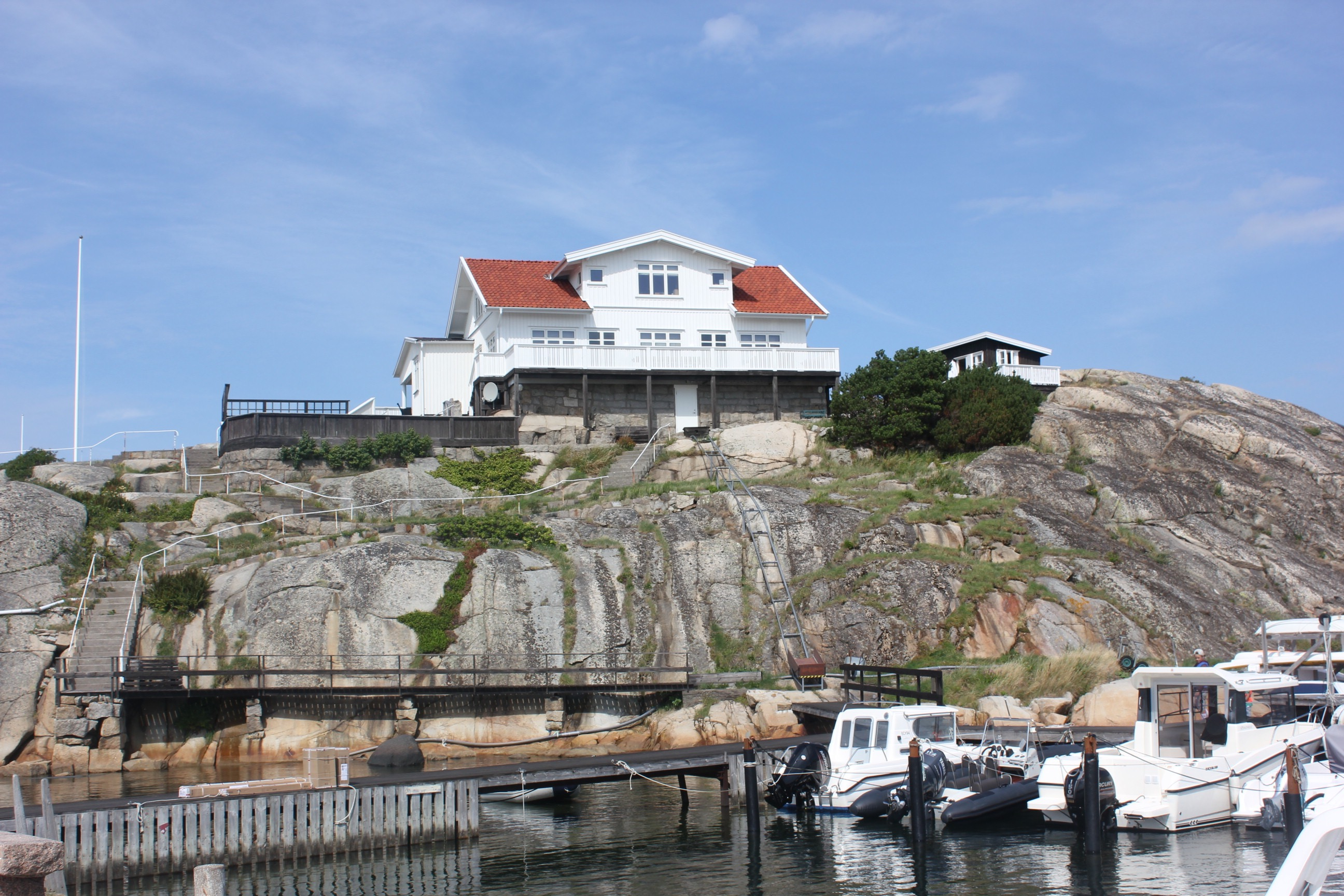
Strandhotellet
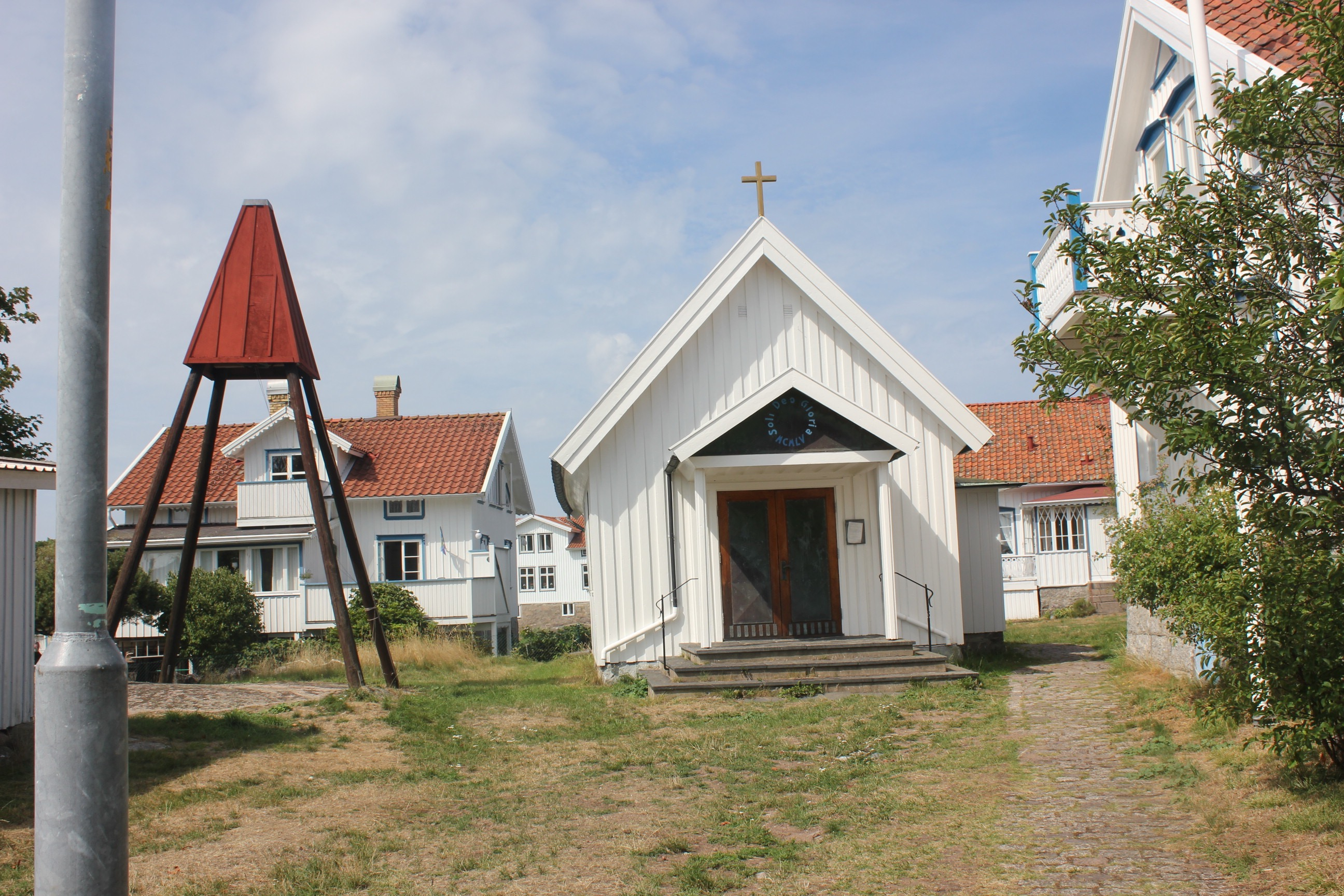
Kapellet, fd skolan
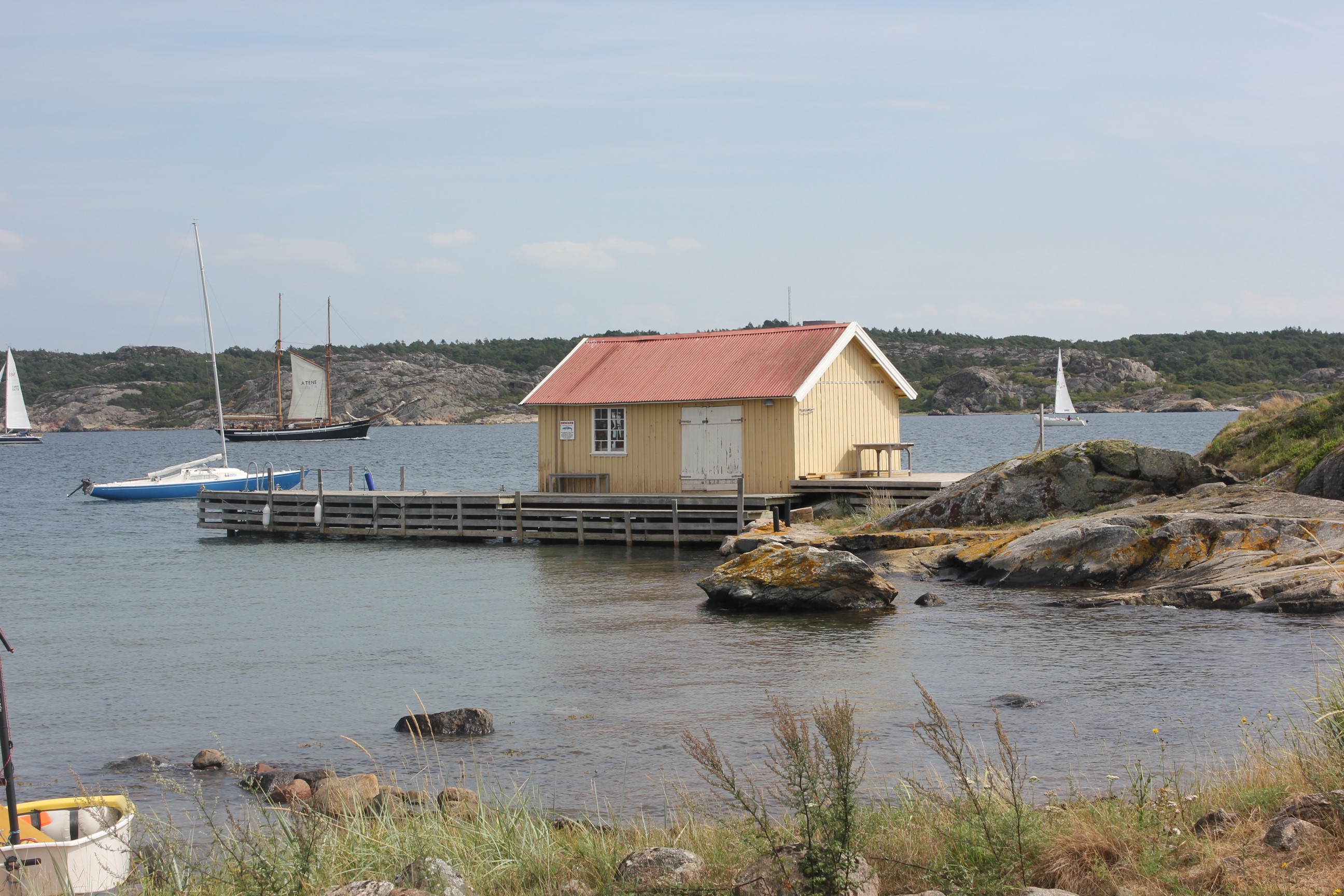
La Casitas sjöbod, Skaftö i bakgrunden
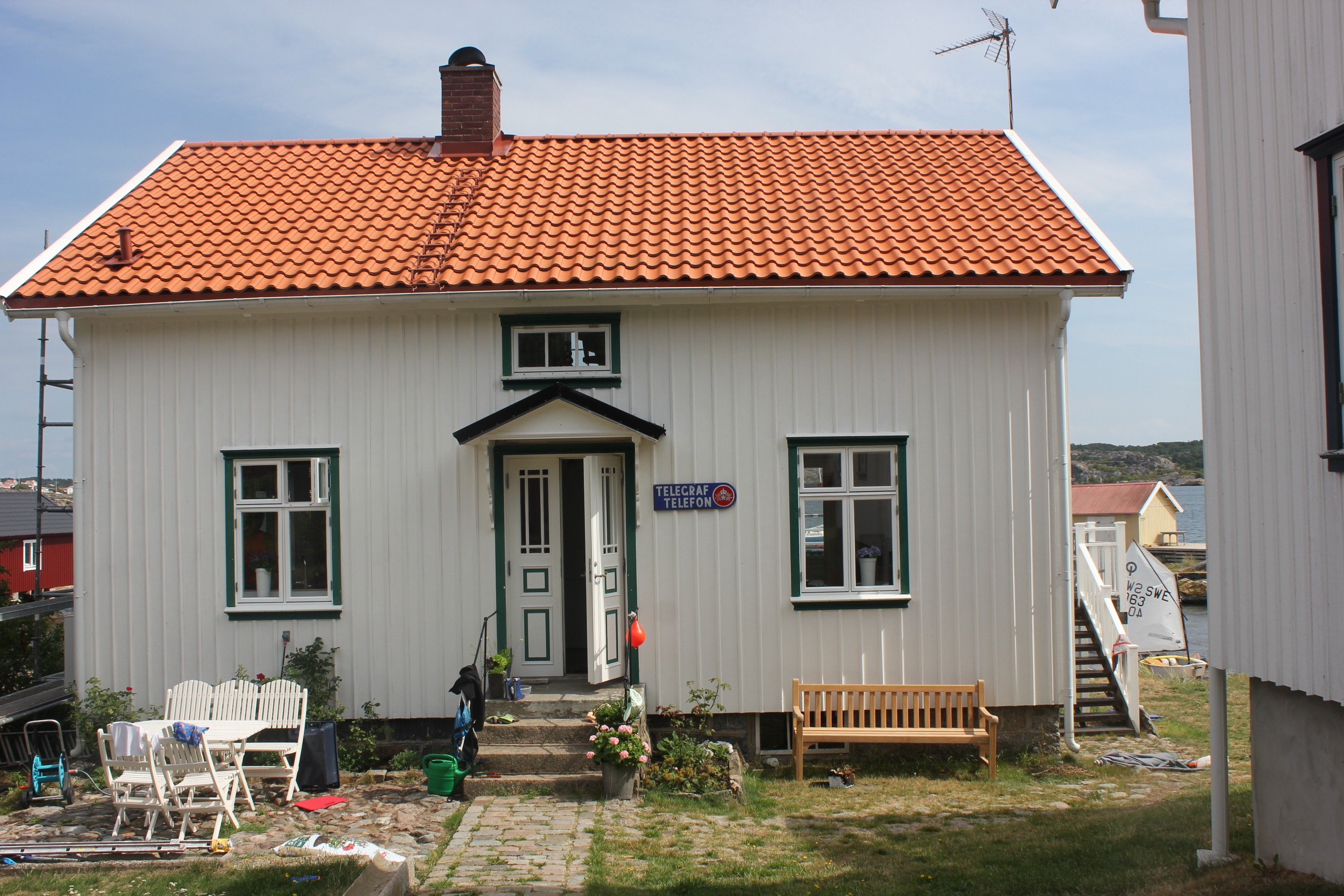
Telefonstationen, Gåsö
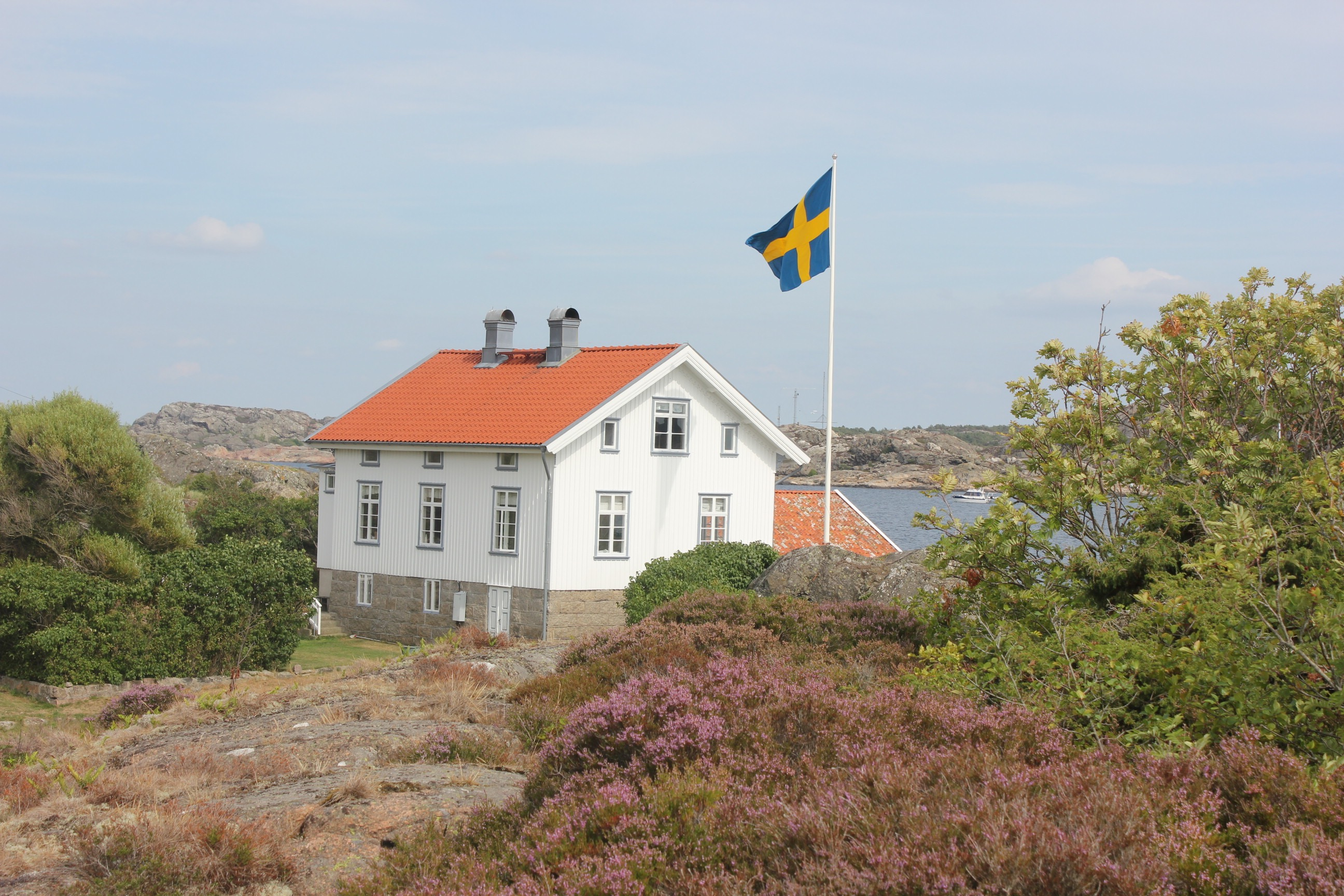
Tärnebo i Lunnevik